# Mestre Braga

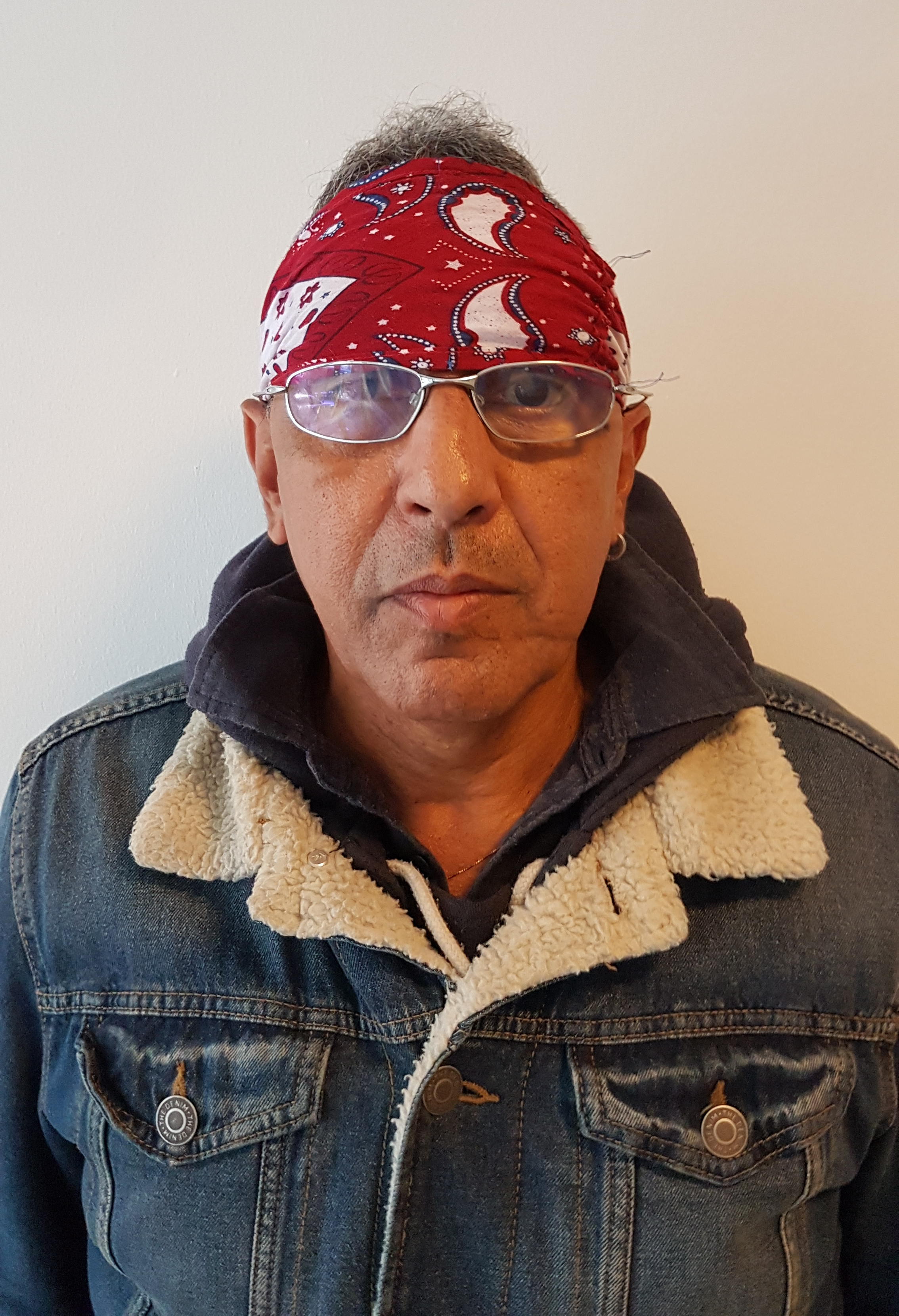
Antonio Neves Braga im Mai 2019

Antonio Neves Braga, genannt Mestre Braga (* 13. Juni 1957 in Rio de Janeiro, Brasilien), ist ein Meister und Lehrer der afro-brasilianischen Kampfkunst Capoeira Angola. Mestre Braga ist Begründer der Capoeira Angola Grupo Africa Bantu sowie einer der Begründer der Grupo de Capoeira Angola Pelourinho (GCAP).

## Lehrjahre
Braga begann Capoeira in den frühen 1970ern zu praktizieren, als er in die Capoeira Regional Palmares-Gruppe in Rio de Janeiro im Alter von 14 Jahren eintrat. Dort lernte er die Mestre Roni, Mestre Zé Macaco und Mestre Cabelo Vermelho kennen. Als die Gruppe sich auflöste, führte er Capoeira mit Mestre Touro und Mestre Dentinho in der Grupo Corda Bamba fort.
1975 traf Braga während einer Roda bei der Central do Brasil, am Rande des Karnevals in Rio de Janeiro, auf Mestre Moraes. Diese Schlüsselbegegnung brachte ihm Capoeira Angola nahe. Capoeira Angola kann als eine Art Schule oder Ansatz von Capoeira betrachtet werden, welche auf den Lehren Mestre Pastinhas beruht. Mestre Moraes Schule in Rio de Janeiro war die erste Schule, die Capoeira Angola außerhalb von Salvador da Bahia lehrte. Sie wurde ursprünglich von Mestre Moraes gegründet, nachdem er zwecks Militärdienst von Salvador da Bahia nach Rio de Janeiro gezogen war.
Braga übte sich in Capoeira Angola unter der Anleitung von Mestre Moraes und erhielt am 16. Dezember 1978 seinen Titel „Mestre“ zusammen mit seinen Kollegen Neco und Zé Carlos. Im Dezember des darauffolgenden Jahres stattete Mestre Braga, zusammen mit Mestre Moraes, Mestre Pastinha einen Besuch in Salvador da Bahia ab.

## Gründung der GCAP
1980 wurde die GCAP gegründet. Die Gründungsidee des Vereins kam von Mestre Neco und hatte zum Ziel sich der Verfolgung der afrikanischen Kultur durch die damalige brasilianische Regierung zu widersetzen. Das Logo der Gruppe stellt ein Berimbau und zwei sich bekämpfende Zebras dar, als Referenz zu den afrikanischen Ursprüngen von Capoeira. Die Idee für diese Symbolik stammte von Mestre Braga. Das Ziel des Vereins war es, alle Mestres von Capoeira Angola in Rio de Janeiro unter einem Dach zu vereinen. Diese waren Mestre Moraes, Mestre Braga, Mestre Neco und Mestre Zé Carlos.
1982 kehrte Mestre Moraes zurück nach Salvador da Bahia und überließ somit den drei jungen Mestres die volle Autonomie und Verantwortung, seine Lehre weiterzuführen. Kurz vor seiner Abreise erhob Mestre Moraes auch seinen Schüler Marco Aurelio in den Rang eines Mestre.

## Gründung der Gruppe Africa Bantu
Im Jahre 1994 verließ Mestre Braga die GCAP und gründete seine eigene Gruppe unter dem Namen Africa Bantu. Drei Jahre später, 1997, und nachdem er nach Dänemark gezogen war, baute er Africa-Bantu-Gruppen in den Städten Aarhus und Kopenhagen auf. Nach seinem Umzug in die Schweiz gründete er 2002 eine Africa-Bantu-Gruppe in Genf. Dort unterrichtet er heute noch in dieser Trendsportart.
In dem Dokumentarfilm Pastinha! Uma Vida Pela Capoeira von 1998 war er zusammen mit anderen bedeutenden Mestres zu sehen.